# NGC 4515
NGC 4515 is een elliptisch sterrenstelsel in het sterrenbeeld Hoofdhaar. Het hemelobject werd op 21 maart 1784 ontdekt door de Duits-Britse astronoom William Herschel.

## Synoniemen
- UGC 7701
- MCG 3-32-65
- ZWG 99.86
- VCC 1475
- PGC 41652